# Josef von Reicher
Josef svobodný pán von Reicher (německy Joseph Freiherr von Reicher) (19. dubna 1834 Semilkovice – 1. července 1919 Innsbruck) byl rakousko-uherský generál. V c. k. armádě sloužil jako absolvent vojenské akademie od roku 1853 a byl účastníkem několika válečných tažení. Během své kariéry vystřídal působení na řadě míst po celé monarchii, několik let strávil mimo jiné v Čechách jako velitel proslulého plzeňského 35. pluku. V závěru kariéry zastával post zemského velitele v Chorvatsku (1889–1891) a nakonec byl velitelem v Tyrolsku a Horním Rakousku (1891–1895). V roce 1894 dosáhl ve vojsku druhé nejvyšší hodnosti polního zbrojmistra a po odchodu do výslužby byl povýšen na barona (1896). Jeho dcerou byla rakouská psycholožka, spisovatelka a univerzitní profesorka Franziska Mayer-Hillebrand (1885–1978).

## Životopis
Byl rodákem z Čech, vystudoval Tereziánskou vojenskou akademii ve Vídeňském Novém Městě a do armády vstoupil jako poručík v roce 1853 k 2. pěšímu pluku v Písku. Později si doplnil vzdělání na Válečné škole (K.u.k. Kriegschule) ve Vídni a jako nadporučík byl zařazen do sboru důstojníků generálního štábu. Zúčastnil se války se Sardinií a jako kapitán poté v rychlém sledu vystřídal působení na různých místech v Evropě. Podílel se na mapování Uher, sloužil v pevnosti Verona, byl šéfem protokolu u velitelství Německého spolku ve Frankfurtu a náčelníkem štábu 5. pěší divize v Olomouci. V roce 1867 získal hodnost majora a působil přímo u generálního štábu. V roce 1870 byl povýšen na podplukovníka a poté byl pedagogem na Válečné škole, kde vyučoval vojenské dějiny a strategii, následně byl zástupcem velitele u 74. pěšího pluku v Hradci Králové. Jako plukovník (1876) byl v letech 1877–1880 velitelem 35. pěšího pluku v Plzni.
V roce 1881 byl povýšen do hodnosti generálmajora a poté velel 3. horské brigádě ve Stolaci v okupované Bosně, později byl přeložen jako velitel 1. pěší brigády do Plevlje. V roce 1886 získal hodnost polního podmaršála a v letech 1885–1889 velel 33. pěší divizi v Komárně. V letech 1889–1891 byl velitelem 13. armádního sboru v Záhřebu, respektive zemským velitelem v Chorvatském království. Nakonec byl v letech 1891–1895 velitelem 14. armádního sboru v Innsbrucku, respektive zemským velitelem pro Tyrolsko, Horní Rakousy a Salcbursko. K datu 1. května 1894 byl povýšen do hodnosti polního zbrojmistra a o rok později byl penzionován. Mimo aktivní službu ještě v roce 1908 obdržel hodnost generála pěchoty. Po odchodu do penze žil v soukromí v Innsbrucku.

## Tituly a ocenění
Za účast ve válce se Sardinií obdržel Vojenský záslužný kříž s válečnou dekorací (1859), později se stal nositelem Řádu železné koruny I. třídy (1892) a rytířského kříže Leopoldova řádu (1883), byl také držitelem Vojenské záslužné medaile a Válečné medaile. V zahraničí obdržel pruský Řád červené orlice I. třídy. Jako velitel armádního sboru byl v roce 1890 jmenován c. k. tajným radou s nárokem na oslovení Excelence a od roku 1890 byl zároveň čestným majitelem pěšího pluku č. 68 příslušného do Szolnoku. Po odchodu do výslužby byl v roce 1896 povýšen do stavu svobodných pánů.

## Rodina
Byl dvakrát ženatý, jeho první manželkou byla Franziska Blancová (1851–1888), po ovdovění se podruhé oženil s Georginou Gassnerovou (1846–1930). Z prvního manželství se narodily dvě děti. Syn Gustav (1881–1960) vystudoval práva, působil ve státních službách, získal titul dvorního rady a po druhé světové válce byl okresním hejtmanem v Innsbrucku. Dcera Franziska (známá jako Franziska Mayer-Hillebrand, 1885–1978) vystudovala psychologii a byla teprve druhou ženou, která získala doktorát na univerzitě v Innsbrucku. Na této škole poté přednášela, v oboru psychologie byla autorkou řady odborných publikací a v roce 1948 byla jmenována profesorkou. Jejím prvním manželem byl filozof a univerzitní profesor Franz Hillebrand (1863–1926), po ovdovění se znovu provdala, jejím druhým manželem byl MUDr. Karl Mayer (1862–1936), významný rakouský neurolog a psychiatr, přednosta neurologické kliniky v Innsbrucku, univerzitní profesor a krátce také rektor innsbrucké univerzity.